# 德拜模型

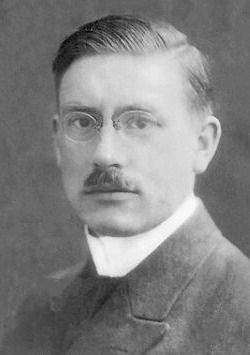
彼得·德拜

在热力学和固体物理学中，德拜模型（英語：Debye model）是由彼得·德拜在1912年提出的方法，用于估算声子对固体的比热（热容）的贡献。德拜模型把原子晶格的振动（熱）当作盒中的聲子处理，而与此不同的爱因斯坦模型则将固体作为许多单独的、不相互作用的量子谐振子处理。德拜模型正确地预言了低温时固体的热容：与{\displaystyle T^{3}}成正比（德拜{\displaystyle T^{3}}定律）。与爱因斯坦模型一样，它在高温时也与杜隆-珀蒂定律相符合。但由于模型的简单假设，它在中间的温度不太准确。

## 推导
德拜模型是普朗克黑体辐射定律的固体版本，后者把电磁辐射视为盒中的光子气体，而德拜模型把原子的振动视为盒中的声子（盒子就是这块固体）。它们大部分的计算步骤都是相同的，因为声子气和光子气都是有线性色散关系的玻色气体。
考虑一个边长为{\displaystyle L}的立方体。从盒中粒子一文可知，盒中的（沿某一边长方向传播的）声波由于共振效应，其波长只能为：
{\displaystyle \lambda _{n}={2L \over n}\,,}
其中{\displaystyle n}是整数。一个声子的能量是：
{\displaystyle E_{n}\ =h\nu _{n}\,,}
其中{\displaystyle h}是普朗克常数，{\displaystyle \nu _{n}}是声子的频率。近似认为频率与波长成反比，则有：
{\displaystyle E_{n}=h\nu _{n}={hc_{s} \over \lambda _{n}}={hc_{s}n \over 2L}\,,}
其中{\displaystyle c_{s}}是固体中的声速。推广到三维的情况（沿任意方向传播的声子）：
{\displaystyle E_{n}^{2}={p_{n}}^{2}{c_{s}}^{2}=\left({hc_{s} \over 2L}\right)^{2}\left(n_{x}^{2}+n_{y}^{2}+n_{z}^{2}\right)\,.}
其中{\displaystyle p_{n}}为声子的动量。频率与波长成反比的近似（即声速恒定）对于低能量声子是准确的，但对于高能量声子则不然（参见声子）。这是德拜模型的局限之一，导致其对中间温度的预言不正确，而对低温和高温都很精确。
下面来计算盒中的总能量：
{\displaystyle U=\sum _{n}E_{n}\,{\bar {N}}(E_{n})\,,}
其中{\displaystyle {\bar {N}}(E_{n})}是盒中能量为{\displaystyle E_{n}}的声子的数目。换句话说，总能量等于某能量的声子数目乘以其能量再对各能量求和。在三维空间中，我们有：
{\displaystyle U=\sum _{n_{x}}\sum _{n_{y}}\sum _{n_{z}}E_{n}\,{\bar {N}}(E_{n})\,.}
这是德拜模型和普朗克黑体辐射定律的不同之处。与盒中的电磁辐射不一样，由于声子不能有无限大的频率，所以盒中声子只有有限个能量状态。它的频率由它的传播介质——固体的原子晶格所约束。考虑以下的横向声子的插图：
可以合理假设声子的最小波长是原子间距的两倍，如最下一图所示。固体中有{\displaystyle N}个原子，我们的固体是正方体，因此每一条边有{\displaystyle {\sqrt[{3}]{N}}}个原子，原子间距为{\displaystyle L/{\sqrt[{3}]{N}}}，从而最小波长为：
{\displaystyle \lambda _{\rm {min}}={2L \over {\sqrt[{3}]{N}}}\,,}
最大的模数{\displaystyle n}（对于光子是无限大）为：
{\displaystyle n_{\rm {max}}={\sqrt[{3}]{N}}\,.}
这设置了三重能量求和的上限：
{\displaystyle U=\sum _{n_{x}}^{\sqrt[{3}]{N}}\sum _{n_{y}}^{\sqrt[{3}]{N}}\sum _{n_{z}}^{\sqrt[{3}]{N}}E_{n}\,{\bar {N}}(E_{n})\,.}
对于缓慢变化的、表现良好的函数，求和可以用积分来代替（又称为托马斯-费米近似）：
{\displaystyle U\approx \int _{0}^{\sqrt[{3}]{N}}\int _{0}^{\sqrt[{3}]{N}}\int _{0}^{\sqrt[{3}]{N}}E(n)\,{\bar {N}}\left(E(n)\right)\,dn_{x}\,dn_{y}\,dn_{z}\,.}
至此，我们还没有提到{\displaystyle {\bar {N}}(E)}：能量为{\displaystyle E\,}的声子的数目。声子服从玻色-爱因斯坦统计。它们的分布由著名的玻色-爱因斯坦公式给出：
{\displaystyle \langle N\rangle _{BE}={1 \over e^{E/kT}-1}\,.}
由于一个声子有三个可能的偏振态（一个纵向、两个横向，大致携带相同的能量），需把以上公式乘以3：
{\displaystyle {\bar {N}}(E)={3 \over e^{E/kT}-1}\,.}
实际上我们可以定义等效声速{\displaystyle c_{s}:=c_{\rm {eff}}}，也就是说，德拜温度{\displaystyle T_{d}}（见下文）与{\displaystyle c_{\rm {eff}}}成正比。更加精确地讲，{\displaystyle T_{D}^{-3}\propto c_{\rm {eff}}^{-3}:=(1/3)c_{\rm {long}}^{-3}+(2/3)c_{\rm {trans}}^{-3}}，其中我们区分了纵向和横向的声波速度（贡献分别为1/3和2/3）。德拜温度或有效声速是晶体的硬度的一种衡量。
把此式代入能量积分，得：
{\displaystyle U=\int _{0}^{\sqrt[{3}]{N}}\int _{0}^{\sqrt[{3}]{N}}\int _{0}^{\sqrt[{3}]{N}}E(n)\,{3 \over e^{E(n)/kT}-1}\,dn_{x}\,dn_{y}\,dn_{z}\,.}
这比光子的情况容易得多，因为（在半经典式的处理中）光子的频率（也即这个三重积分）是无上界的。但如上面图所示，这一点对于声子不成立。为了近似计算这个三重积分，德拜使用了球坐标系：
{\displaystyle \ (n_{x},n_{y},n_{z})=(n\cos \theta \cos \phi ,n\cos \theta \sin \phi ,n\sin \theta )}
并用八分之一球（球在一个卦限内的部分）来近似代替立方体：
{\displaystyle U\approx \int _{0}^{\pi /2}\int _{0}^{\pi /2}\int _{0}^{R}E(n)\,{3 \over e^{E(n)/kT}-1}n^{2}\sin \theta \,dn\,d\theta \,d\phi \,,}
其中{\displaystyle R}是球的半径，通过保持立方体和八分之一球中的粒子数目相同来得出。立方体的体积是{\displaystyle N}： 
{\displaystyle N={1 \over 8}{4 \over 3}\pi R^{3}\,,}
因此：
{\displaystyle R={\sqrt[{3}]{6N \over \pi }}\,.}
用球的积分来代替立方体积分这一近似是德拜模型不准确性的另一来源。
先积分掉角向部分：
{\displaystyle U={3\pi  \over 2}\int _{0}^{R}\,{hc_{s}n \over 2L}{n^{2} \over e^{hc_{s}n/2LkT}-1}\,dn}
再利用变量代换{\displaystyle x={hc_{s}n \over 2LkT}}：
{\displaystyle U={3\pi  \over 2}kT\left({2LkT \over hc_{s}}\right)^{3}\int _{0}^{hc_{s}R/2LkT}{x^{3} \over e^{x}-1}\,dx}
为简化表达式，可以定义德拜温度{\displaystyle T_{D}}——它的量纲与温度相同，因物质而异：
{\displaystyle T_{D}\ {\stackrel {\mathrm {def} }{=}}\ {hc_{s}R \over 2Lk}={hc_{s} \over 2Lk}{\sqrt[{3}]{6N \over \pi }}={hc_{s} \over 2k}{\sqrt[{3}]{{6 \over \pi }{N \over V}}}}
于是比内能为：
{\displaystyle {\frac {U}{Nk}}=9T\left({T \over T_{D}}\right)^{3}\int _{0}^{T_{D}/T}{x^{3} \over e^{x}-1}\,dx=3TD_{3}\left({T_{D} \over T}\right)\,,}
其中{\displaystyle D_{3}(x)}是（第三）德拜函数。
对{\displaystyle T}微分，我们便得到无量纲热容：
{\displaystyle {\frac {C_{V}}{Nk}}=9\left({T \over T_{D}}\right)^{3}\int _{0}^{T_{D}/T}{x^{4}e^{x} \over \left(e^{x}-1\right)^{2}}\,dx\,.}
这个公式给出了任何温度下德拜模型的结果。下面更简单的公式给出了低温和高温极限下的渐近表现。前面已经提到，这两个渐进表现是精确的，而中间温度的表现则不然。其根本原因在于，低温和高温近似下，德拜模型都给出了其一，低频下精确的色散关系{\displaystyle E(\nu )}，其二，精确的状态密度（单位频率间隔内的声子数目）{\displaystyle (\int g(\nu )\,{\rm {d\nu }}\equiv 3N)}。

## 德拜的推导
实际上，德拜用不同且更简单的方法推出了这个公式。利用连续介质的固体力学，他发现频率小于某个特定值的振动状态的数目趋近于：
{\displaystyle n\sim {1 \over 3}\nu ^{3}VF\,,}
其中{\displaystyle V}是体积，{\displaystyle F}是一个从弹性系数和密度计算出的因子。把这与温度T的量子谐振子的期望能量（已经由爱因斯坦在他的模型中使用）结合，便给出能量：
{\displaystyle U=\int _{0}^{\infty }\,{h\nu ^{3}VF \over e^{h\nu /kT}-1}\,d\nu \,,}
如果振动频率趋于无穷大。这个形式给出了{\displaystyle T^{3}}的表现，它在低温时是正确的。但德拜意识到N个原子不可能有超过{\displaystyle 3N}个振动状态。他假设在原子固体中，振动状态的频谱将继续遵循以上的规则，直到一个最大频率{\displaystyle \nu _{m}}使得总的状态数目为{\displaystyle 3N}为止：
{\displaystyle 3N={1 \over 3}\nu _{m}^{3}VF\,.}
德拜知道这个假设不是真正正确的（较高的频率比假设要更加密集），但它保证了高温时的正确表现（杜隆-珀蒂定律）。于是，能量由以下给出：
{\displaystyle U=\int _{0}^{\nu _{m}}\,{h\nu ^{3}VF \over e^{h\nu /kT}-1}\,d\nu \,,}
{\displaystyle =VFkT(kT/h)^{3}\int _{0}^{T_{D}/T}\,{x^{3} \over e^{x}-1}\,dx\,,}
其中{\displaystyle T_{D}}是{\displaystyle h\nu _{m}/k}。
{\displaystyle =9NkT(T/T_{D})^{3}\int _{0}^{T_{D}/T}\,{x^{3} \over e^{x}-1}\,dx\,,}
{\displaystyle =3NkTD_{3}(T_{D}/T)\,,}
其中{\displaystyle D_{3}}是一个函数，后来命名为三阶德拜函数。

## 低温极限
德拜固体的温度称为低的，如果{\displaystyle T\ll T_{D}}，在这个情况下：
{\displaystyle {\frac {C_{V}}{Nk}}\sim 9\left({T \over T_{D}}\right)^{3}\int _{0}^{\infty }{x^{4}e^{x} \over \left(e^{x}-1\right)^{2}}\,dx}
这个定积分可以精确计算：
{\displaystyle {\frac {C_{V}}{Nk}}\sim {12\pi ^{4} \over 5}\left({T \over T_{D}}\right)^{3}}

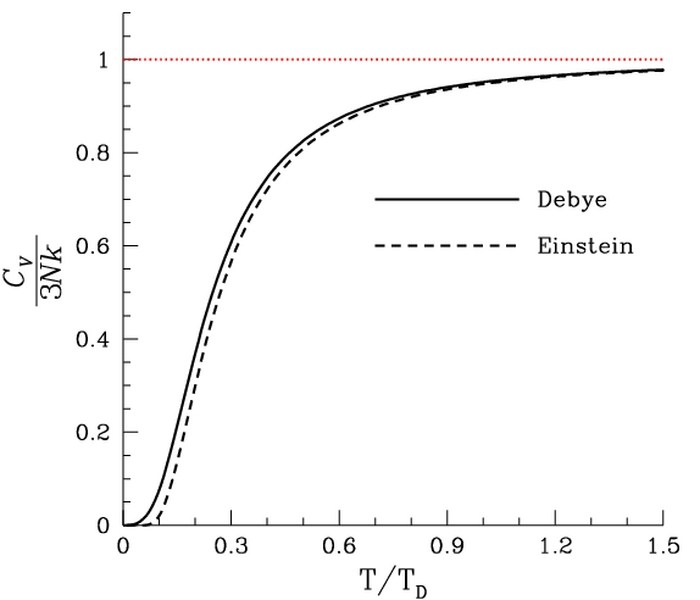
比較德拜、愛因斯坦分別對於熱容與溫度之間關係的預測。

在低温极限中，德拜模型的局限不适用，它给出了（声子）热容、温度、弹性系数，以及每个原子的体积（后面的数量是包含在德拜温度之中的）之间的正确关系。

## 高温极限
德拜固体的温度称为高的，如果{\displaystyle T\gg T_{D}}。{\displaystyle e^{x}-1\approx x}如果{\displaystyle |x|<<1}，得出：
{\displaystyle {\frac {C_{V}}{Nk}}\sim 9\left({T \over T_{D}}\right)^{3}\int _{0}^{T_{D}/T}{x^{4} \over x^{2}}\,dx}
{\displaystyle {\frac {C_{V}}{Nk}}\sim 3\,.}
这就是杜隆-珀蒂定律，它是相当准确的，虽然它没有考虑非谐性，这造成了热容进一步上升。如果固体是导体或半导体，那么它的总热容还可能含有电子的不可忽略的贡献。